# Viktor Ivanovics Anyicskin
Viktor Ivanovics Anyicskin (oroszul: Виктор Иванович Аничкин; Szverdlovszk, 1941. december 8. – Moszkva, 1975. január 5.) orosz labdarúgó.
A szovjet válogatott tagjaként részt vett az 1964-es és az 1968-as Európa-bajnokságon.

## Sikerei, díjai
Gyinamo Moszkva
- Szovjet bajnok (1): 1963
- Szovjet kupa (2): 1967, 1970
- KEK-döntős (1): 1971–72

Szovjetunió
- Európa-bajnoki döntős (1): 1964